# Roscos de Semana Santa
Los roscos de Semana Santa o roscos de azúcar son una preparación de repostería típica de la cocina granadina y almeriense, habitual en la época de cuaresma. Los ingredientes más típicos son la harina, huevos y toda la masa aromatizada con anís (a veces con canela). En algunas localidades es costumbre elaborar los roscos simultáneamente con el potaje de Semana Santa.

## Características y variantes
Según el lugar de elaboración, los roscos de Semana Santa se aromatizan de formas diferentes, por ejemplo los de San Fernando se caracterizan porque la especia predominante que se utiliza es el clavo (Syzygium aromaticum), en algunas ocasiones canela. Los ingredientes suelen ser harina de trigo, huevos y azúcar, clavo y anís molidos.